# One America Plaza
One America Plaza je postmoderní mrakodrap v San Diegu. Má 34 pater a výšku 152,4 metrů a je tak nejvyšší budovou ve městě. Byl dokončen v roce 1991 podle projektu společností Murphy/Jahn Inc a KMA Architecture.